# Ringamåla församling
Ringamåla församling var en församling i Asarums pastorat i Lunds stift och Karlshamns kommun. Församlingen uppgick 2021 i Asarum-Ringamåla församling.
Församlingskyrka var Ringamåla kyrka. 

## Administrativ historik
Församlingen utbröts 1883 (beslut 1872) ur Asarums församling och har sedan dess bildat pastorat med Asarums församling. Församlingen uppgick 2021 i Asarum-Ringamåla församling.

## Kantorer
| Ämbetstid | Namn                 | Levnadstid | Övrigt                    |
| --------- | -------------------- | ---------- | ------------------------- |
| 1889-1919 | Bernt Olof Tillström | 1858-1930  | Kantor och folkskollärare |
| 1919-1922 | John Viktor Witzell  | 1889-1943  | Kantor och folkskollärare |
| 1922-1941 | Josef Alfons Persson | 1900-1970  | Kantor och folkskollärare |